# 维亚切斯拉夫·弗拉基米罗维奇·格拉德基赫
维亚切斯拉夫·弗拉基米罗维奇·格拉德基赫（俄语：Вячеслав Владимирович Гладких，1975年8月24日—2020年8月18日），俄罗斯军事人物，少将（2016年），在叙利亚遇袭身亡。

## 生平
1975年8月24日生于哈萨克苏维埃社会主义共和国卡拉套。籍贯弗拉基米尔州科夫罗夫。
2004年至2012年，历任某摩托化步兵训练团参谋长、近卫坦克第522训练团团长。毕业于车里雅宾斯克高级坦克指挥学校。历任独立近卫坦克第7旅参谋长、旅长（隶属近卫坦克第90师，驻军车里雅宾斯克州切巴爾庫爾）。2014年后，历任独立近卫摩托化步兵第21旅旅长（隶属诸兵种合成第2集团军，驻军奥伦堡州），外貝加爾邊疆區诸兵种合成第36集团军副司令。
2016年12月12日晋升少将。后被派往叙利亚任高级军事顾问，曾参与制定巴爾米拉攻勢作战计划。
2020年8月18日，他所在的车队在完成人道主义任务返回途中，在距离叙利亚东北部城市代尔祖尔15公里处遭遇自制炸弹袭击。他因重伤不治身亡。